# Bistum Jerez de la Frontera
Das Bistum Asidonia-Jerez (lat.: Dioecesis Assidonensis-Ierezensis), im Volksmund auch einfach Bistum Jerez genannt, ist eine in Spanien gelegene römisch-katholische Diözese mit Sitz in Jerez de la Frontera.

## Geschichte

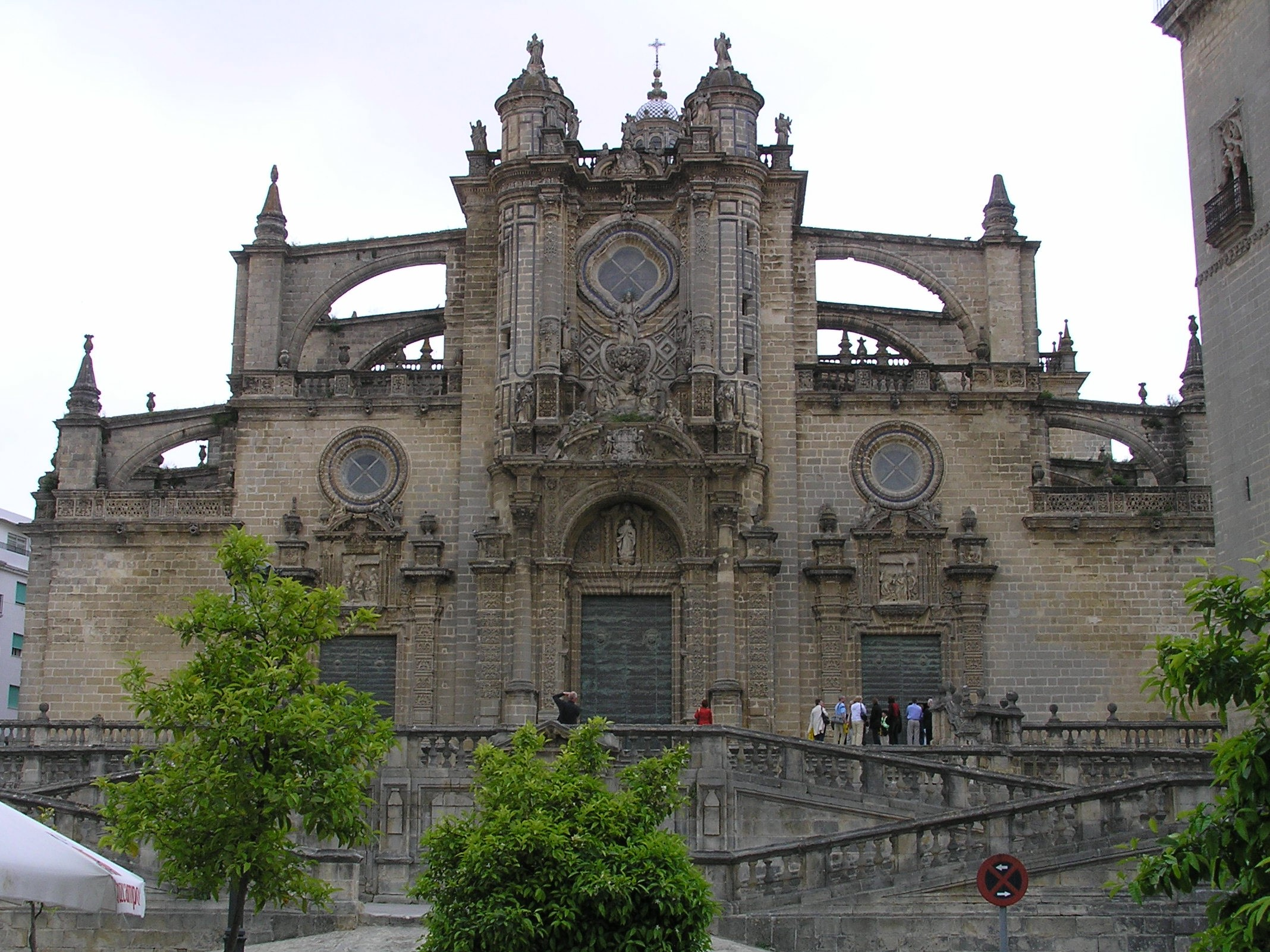
Kathedrale San Salvador in Jerez de la Frontera

In Asidonia (heute: Medina-Sidonia) ist seit dem 5. Jahrhundert ein Bischofssitz der Westgoten nachweisbar, der auch unter der maurischen Herrschaft in Al-Andalus weiterexistierte und erst 1146 nach der Eroberung durch die Almohaden erlosch.
Das Bistum Asidonia-Jerez wurde am 3. März 1980 durch Papst Johannes Paul II. mit der Apostolischen Konstitution Archiepiscopus Hispalensis aus Gebietsabtretungen des Erzbistums Sevilla neu errichtet und diesem als Suffraganbistum unterstellt. Mit der Namensgebung knüpft der Vatikan bewusst an das historische Bistum Asidonia an, dessen Territorium sich mit dem neuerrichteten Bistum überschnitt.

## Bischöfe

### Bischöfe von Asidonia-Jerez
- Rafael Bellido Caro, 1980–2000
- Juan del Río Martín, 2000–2008, dann Spanischer Militärerzbischof
- José Mazuelos Pérez, 2009–2020, dann Bischof der Kanarischen Inseln
- José Rico Pavés, seit 2021